# 14349 Nikitamikhalkov
14349 Nikitamikhalkov è un asteroide della fascia principale. Scoperto nel 1985, presenta un'orbita caratterizzata da un semiasse maggiore pari a 3,2634190 UA e da un'eccentricità di 0,1217316, inclinata di 2,70667° rispetto all'eclittica.